# NCSM Huron (G24)
Pour les autres navires du même nom, voir NCSM Huron.
Le NCSM Huron est un destroyer de la classe Tribal construit pour la marine royale canadienne pendant la Seconde Guerre mondiale. Il est le premier navire navire nommé d'après le peuple huron, originaire du Canada.
Sa quille est posée le 15 juillet 1941 au chantier naval Vickers-Armstrongs de Newcastle upon Tyne, en Angleterre. Il est lancé le 25 juin 1942 et mis en service le 19 juillet 1943 sous le commandement du lieutenant commander Herbert Sharples Rayner.

## Historique

### Seconde Guerre mondiale
Après sa mise en service, il rejoint la 3e flottille de destroyers de la Home Fleet. En octobre, le Huron effectue un voyage à Mourmansk avec du personnel technique et des munitions de marine. Pendant le reste de l'année 1943, il escorte des convois à destination et en provenance du nord de la Russie. En février 1944, il est affecté à la 10e flottille à Plymouth pour des tâches d'invasion au cours duquel il passe les sept prochains mois dans la Manche et le golfe de Gascogne. Le 26 avril 1944, le Huron assiste son sister-ship Haida lors du naufrage du torpilleur allemand T29 dans le golfe de Finlande.
Sa première action majeure se déroule pendant l'opération Neptune, au cours duquel il participe à la bataille d'Ouessant contre les destroyers allemands. Il patrouille ensuite le long des côtes françaises afin de soutenir la bataille de Normandie avant de rejoindre en août le Canada pour une refonte à Halifax. En novembre, le destroyer retourne au Royaume-Uni pour reprendre ses tâches d'escorte dans les approches occidentales,ainsi que les convois de l'Arctique. Le 10 juin 1945, il rejoint Halifax en compagnie des Haida et Iroquois pour y subir des travaux de modernisation, interrompus en raison du VJ-Day.

### Guerre froide
Le navire est placé en réserve le 9 mars 1946 avant d'être réutilisé quatre ans plus tard à des fins de navire d’entraînement. Lorsque la guerre de Corée débute, il est de nouveau modernisé puis déployé à deux reprises en Corée (1951 et 1953-54). Le Huron reprend ses fonctions de navire de formation et participe à des exercices navals avec l'OTAN, avant d'être retiré du service pour la dernière fois en 1963 et démoli à La Spezia (Italie) en 1965,.

## Héritage

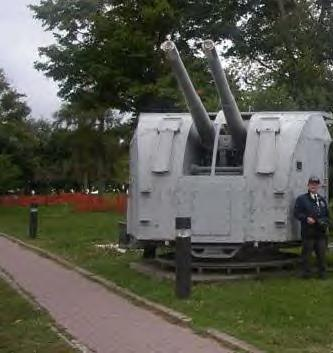
Tourelle 'X' du Huron exposée au collège militaire royal du Canada.

Une tourelle navale en affût double de 102 mm appartenant au destroyer Huron est exposée au Collège militaire royal du Canada à Kingston, en Ontario.